# Calvary Chapel
A Calvary Chapel (Magyarországon: Golgota Keresztény Gyülekezet) olyan protestáns, evangelikál és többnyire karizmatikus gyülekezetek közössége, amelynek gyökerei 1965-re, Dél-Kaliforniába nyúlnak vissza. A "gyülekezetek közössége" kifejezést a felekezetiséggel szemben használják. Azokat a gyülekezeteket nevezik Calvary Chapelnek, amelyek a felvételüket kérik, és megfelelnek a feltételeknek. Világszerte több mint ezer ilyen gyülekezet működik. Az első Calvary Chapel gyülekezet Cosa Mesában jött létre, lelkipásztora Chuck Smith. Tanításukat illetően a Calvary Chapel gyülekezetek evangéliumi, pretribulácionista, és erőteljesen sola scriptura jellegűek.
Egyházvezetés szempontjából a Calvary Chapel gyülekezeteket leginkább az episzkopális szervezeti forma jellemzi. A nyelveken szólás és a prófétálás nem jellegzetes része a vasárnapi istentiszteleteknek, de tanításukban ezeket a karizmákat érvényesnek tekintik, és a hívőket bátorítják használatukra. A Calvary Chapel gyülekezetek ragaszkodnak a Biblia versről versre, fejezetről fejezetre való tanításához (többnyire az Mózes 1. könyvétől a Jelenésekig). Ez alapvetően azt jelenti, hogy a prédikációk közvetlenül kapcsolódnak a Biblia egy-egy fejezetéhez, s a következő alkalommal elhangzó prédikációban ott folytatják, ahol korábban abbahagyták. A témakörök szerinti bibliatanulmányozás álláspontjuk szerint nem "Isten teljes akaratát" (Apostolok cselekedetei 20:27.) képviseli. Véleményük szerint azok a tanítók, akik ezt a megközelítést alkalmazzák, saját tetszésüknek megfelelő témaköröket választanak, esetleg figyelmen kívül hagyva más, ugyancsak fontos bibliai kérdéseket. A Calvary Chapel gyülekezetek célja nem elsősorban a prédikálás, hanem a Biblia gyakorlati tanítása, amely által a laikus hívőket a mindennapi életben való szolgálatra készítik fel, emellett a Krisztussal való személyes közösség kialakítására és ápolására buzdítják. A Calvary Chapel gyülekezetek számos rádióállomást tartanak fenn, illetve Bibliaiskolát működtetnek szerte a világban. Chuck Smith "Calvary Chapel Distinctives" (A Calvary Chapel sajátosságai) című kiadványa segítséget nyújt a gyülekezetek tanításainak átfogó megértésben.

## Gyökerek
Gyökerei az amerikai karizmatikus, Új apostoli mozgalomig nyúlik vissza melyet C Peter Wagner alapított. Majd Aimee Semple McPherson (1890-1944), egy vitatott női evangelista, megalapította a "Négy szegletkő egyházat" 1927-ben, mely szervezetben pásztorként alkalmazták Chuck Smithet.

## Eredet
1965 decemberében Chuck Smith egy 25 fős önálló gyülekezetnek lett a vezetője (pásztora), a kaliforniai Santa Anaban működő Négyszegletkő Apostoli Hit Nemzetközi Egyházban International Church of the Foursquare Gospel majd 1968-ban kilépett a Négyszegletkő felekezetből. Mielőtt Chuck pásztor lett, a 25 főből tizenketten imatalálkozóra jöttek össze, hogy a gyülekezet továbbműködéséről döntsenek. Ekkor a Szentlélek próféciában szólt hozzájuk és azt az üzentet kapták, hogy Chuck lesz a pásztor, ki fogja bővíteni az emelvényt, Isten meg fogja áldani a gyülekezetet, rádióadásba kerülnek, kinövik a gyülekezeti épületeket és az egész világon ismertté válnak. Ezt követően a Calvary Chapel nevet adoptálták a csoport számára.
Majd az 1960-as évek végén illetve a 70 es évek elején a Calvary Chapel az ún. Jézus Mozgalommá fejlődött (Jesus Movement). A történet szerint Chuck lánya bemutatta Johnt, a barátját, egy megtért hippit, az édesapjának. John bemutatta Chuckot az ugyancsak hippi keresztény Lonnie Frisbee-nek, aki végül a Jézus Mozgalom és a Calvary Chapel kulcsfigurája lett. Lonnie idővel beköltözött Chuck-ék otthonába, majd néhány nappal később más hippik is Chuck és felesége állandó szállóvendégei lettek.

## Tanítások
Chuck Smith 1978-81 között azt tanította hogy Krisztus még 1981 vége előtt elragadja a földről gyülekezetét, legkésőbb 1988-ra pedig megtörténik az armageddoni csata. Különös katasztrófát hirdetett a Halley üstökös 1986-os érkezése kapcsán.[forrás?]

### Általánosságban
A Calvary Chapel az evangéliumi kereszténység alapvető tanításaiban hisznek, amelyek magukban foglalják a Biblia tévedhetetlenségét és a Szentháromságot. Az evangéliumi keresztény vonalon saját bevallásuk szerint "a középúton járnak a modern protestáns teológiai irányzatokon belül a fundamentalizmus és a pünkösdi kereszténység között." Bár a fundamentalizmusban becsülik azt, hogy szilárdan támogatják a Biblia tévedhetetlenségének tanát, úgy tartják, hogy a fundamentalisták a karizmákkal kapcsolatban "merevek, elzárkózók és törvényeskedők". Másrészről úgy tartják, hogy a pünkösdiek "túlzottan lelkesek és érzelmiek, Isten Igéje tanításának a rovására".

### KálvinizmusésArminianizmus
Az üdvösség sokat vitatott kérdésében két főbb irányzat jött létre a protestáns kereszténységen belül: a kálvinizmus és az arminianizmus.
A Calvary Chapel "arra törekszik, hogy egyensúlyt találjon a szélsőségek között" az ilyen teológiai vitatémák esetében. Megpróbálják "elkerülni az olyan következtetéseket, szakkifejezéseket és érveket, amelyek nincsenek egyértelműen jelen a Bibliában."
A kálvinizmusnak öt fő tétele van. Ezek közül az első szerint az ember "teljesen megromlott", de a Szentlélek beavatkozása és a kegyelem által választhatja a megigazulás útját. A Calvary Chapel ezzel teljes mértékben egyetért.
A kálvinizmus második tétele szerint az üdvösségre Isten választja ki az embereket, míg az arminiánusok meggyőződése az, hogy ez az ember személyes döntése. A Calvary Chapel gyülekezetek hitvallása a két tétel között helyezhető el: "Isten kiválasztja az embereket, de mindenkinek magának kell elfogadnia Isten üdvösségre szóló hívását."
A harmadik tétel esetében a Calvary Chapel gyülekezetek az arminianizmus álláspontját vallják, mely azt állítja, hogy Jézus az egész világért halt meg. Ezzel szemben áll a kálvinista nézőpont, amely szerint Jézus halála elegendő volt ahhoz, hogy minden bűnt eltöröljön, de csak a hivőkért történt meg, és csak az ő esetükben hatékony. A Szentírás alapján a Calvary Chapel megállapítja, hogy "Jézus Krisztus engesztelő áldozata nyilvánvalóan az egész emberiségért volt elégtétel."
A negyedik tétel azzal kapcsolatos, hogy az ember mennyiben képes ellenállni Istennek. A Calvary ebben a kérdésben az arminianizmus oldalán áll, és azt hiszi, hogy "Isten kegyelmének az ember ellenállhat, vagy elfogadhatja a szabad akarat gyakorlásával", bár Isten arra vágyik, hogy minden ember üdvözüljön (a kálvinisták Isten ellenállhatatlan kegyelmében hisznek).
Az utolsó, ötödik tétel esetében a Calvary Chapel is vallja a szentek (az igazi hívők) megtartatását, de komolyan aggódik a magukat "keresztény"-nek vallók között előforduló bűnös életstílus és lázadó gondolkodásmód miatt. (Máté evangéliuma 7:21-23). Feltűnő ugyanis, hogy milyen sokan tartják magukat hivőnek, pedig valójában nem azok.
A Calvary Chapel filozófiáját a hívők meglátásait és értelmezéseit illetően a következőképpen lehetne összefoglalni: "Nem könnyű ezekben a kérdésekben a Lélek egységét fenntartani. Úgy tűnik, hogy Isten szuverenitása és az ember felelőssége olyan, mint két párhuzamosan futó vonal, amely úgy tűnik, hogy a mi véges értelmünk határain belül sosem fog összeérni. Isten útjai 'kikutathatatlanok' (Róma 11:33) és a Biblia int minket, hogy 'ne hagyatkozzunk a saját értelmünkre' (Példabeszédek 3:5). Azt mondani, amit Isten mond a Bibliában – sem többet, sem kevesebbet – nem mindig könnyű, nem kényelmes, vagy teljesen érthető. A Szentírás azonban azt tanítja nekünk, hogy a felülről való bölcsesség mindenkihez szeretettel teljes és szelíd, a hívők egységét keresi, és nem annak az útját keresi, hogyan lehet megosztani vagy szétválasztani az egyiket a másiktól. A bonyolultabb tanbeli kérdésekben legyen kegyelmes a hozzáállásunk, és alázatos a szívünk, mindenekelőtt arra törekedve, hogy Neki kedvesek legyünk, aki arra hívott minket, hogy Krisztus testében szolgáljuk Őt."

### ASzentlélek
Bár a Calvary Chapel hisz abban, hogy a nyelvek ajándéka az Egyházban ma is hatékonyan működik, nem ismeri el az egész gyülekezet előtt magyarázat nélkül elhangzó nyelveken szólás Szentlélektől való ihletettségét, vagy legalábbis a Szentlélek által való indítottságát és irányítottságát. Meggyőződésének alapja az 1Korinthus 14-ben található. A magyarázattal együtt működő nyelveken szólás, illetve a prófétálás a Calvary Chapel tanítása szerint ma is elfogadható. A nyelveken szólás egyéni gyakorlása gyakoribb.

### Bemerítkezésésúrvacsora
A bemerítés általi keresztséget gyakorolják. A Calvary Chapel ugyanakkor nem hisz abban, hogy ez az üdvösséghez feltétlenül szükséges. A bemerítkezést a belső változások külső jelének tekintik. Ezért nem keresztelik meg a csecsemőket, de Istennek odaszentelik őket. Az úrvacsorázásról hasonló a felfogásuk.

### Egyházvezetés
A Calvary Chapelre leginkább az episzkopális egyházvezetési gyakorlat a jellemző. Hitük szerint a Szentírásban háromféle egyházvezetési formáról olvashatunk: a kongregacionalista, a presbiteriánus és az episzkopális. Mivel az Ószövetségben világosan látható, hogy a gyülekezetek minden alkalommal rossz döntéseket hoztak, a kongregácionalista vezetést egyértelműen elvetik a Mózes II. Könyve 16:2 alapján: "És Izrael fiainak egész gyülekezete zúgolódni kezdett Mózes és Áron ellen a pusztában." A Calvary Chapel meggyőződése, hogy az Újszövetség egyértelműen a két másik – a presbiteriánus és az episzkopális – egyházvezetési formát támogatja (Apostolok cselekedetei 14:23, 1Timótheus 3:1).
A Calvary Chapel ezt a két vezetési formát javítandó az Ószövetségben Isten által létrehozott teokrácia mintájára saját egyházvezetési modellt alkotott. Az Ószövetségi rendszerben Isten volt a gyülekezet feje, alatta helyezkedett el Mózes, aki az izraelitákat Isten útmutatása alapján vezette. Mózes alatt papság és 70 vén állt, akik támogatták szolgálatát. A Calvary Chapel ezt a mintát vette át olyan formán, hogy a pásztor Mózeshez hasonló szereppel rendelkezik és a vének/elöljárók tanácsa a papságnak, illetve a 70 vénnek felel meg.

### Eszkatológia
A Calvary Chapel gyülekezetekre a pretribulacionista és premillenalista teológia jellemző. Eszkatológiájuk – a végidőkről szóló tanítások – szerint az Egyház elragadtatása történik meg először, ezt a hétéves nagy nyomorúság időszaka követi, ezután következik Jézus Krisztus második eljövetele, végül pedig Jézus Krisztus 1000 éves földi uralkodása veszi kezdetét, amelyet Ezeréves Királyságnak neveznek. A Calvary Chapel elutasítja az ún. helyettesítő teológiát, és azt tanítja, hogy Izrael a végidőkben különösen fontos szerepet tölt majd be.

## Taggyülekezetek

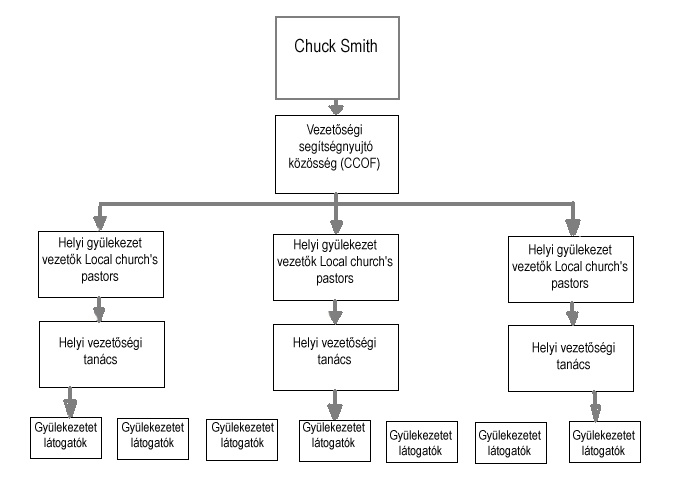
Vezetési struktúra

A Calvary Chapel Outreach Fellowship (CCOF) feladata az, hogy segítse a leendő taggyülekezeteket a már meglévő közösségekhez kapcsolódni. A legtöbb csatlakozó gyülekezet felveszi a Calvary Chapel nevet, de nem mindegyik. A csatlakozásnak három feltétele van. Az első, hogy a pásztor magáévá tegye a Calvary Chapel mozgalom jellegzetességeit, amelyeket a Calvary Chapel Distinctives (A Calvary Chapel sajátosságai) című kiadvány tartalmaz. A második feltétel az, hogy a közösségnek olyan tipikusan gyülekezeti sajátosságokkal kell bírnia, ami az egyszerű házi imaközösségnél fejlettebb gyülekezési formát jelent. A harmadik feltétel, hogy a tagjelölt gyülekezetnek készséget kell mutatni arra, hogy más Calvary Chapel gyülekezetekkel közösséget gyakoroljon. Megjegyzendő, hogy ezeknek a gyülekezeteknek az esetében a pásztori kinevezéshez nem feltétlenül szükséges teológiai végzettség.
A vezető regionális pásztorok biztosítják az elszámoltathatóságot. Mivel sem jogi, sem pénzügyi kötelék nincs a Calvary Chapel gyülekezetek között, az egyetlen korrekciós célú lépés a gyülekezetnek a taggyülekezetek köréből való kizárása.
A Calvary Chapel bibliaértelmezése alapján sem nők, sem homoszexuálisok nem helyezhetők gyülekezetvezetői pozícióba.

## Hitélet
A Calvary Chapelnek az Egyház céljáról alkotott átfogó filozófiája az Efézus 4:9–13 versein alapul, amelynek egy része így szól: "És Ő adott némelyeket apostolokul, némelyeket prófétákul, némelyeket evangélistákul, vagy pásztorokul és tanítókul, hogy felkészítse a szenteket a szolgálat végzésére, a Krisztus testének építésére." Hitük szerint ez szemben áll azoknak az egyházaknak a felfogásával, amelyek csupán az evangelizációra fókuszálnak. Hitük szerint az Egyház célja először is az, hogy Isten eszközeként szolgálva Isten számára dicsőséget szerezzen, másodsorban pedig az, hogy az Egyház tagjait felkészítse az ilyen szolgálatra.
A Calvary Chapel egyik legfőbb jellegzetessége a központi szerepet betöltő bibliatanulmányozás. A témakörök szerint való tanítással szemben a magyarázó, kifejtő tanítást helyezi előtérbe. Jellemző módon sorra veszik a Biblia könyveit Mózes első könyvétől a Jelenések könyvéig. Enne egyik fő oka az, hogy az emberek hajlamosak csupán azokról a témákról beszélni, amelyeket szeretnek, és kihagyni az olyan témákat, amelyek kevésbé vonzóak, pedig ugyanolyan fontosak. Hitük szerint a teljes Biblia tanítása által elmondhatják majd, hogy "Isten teljes akaratát hirdettük nektek" (Apostolok cselekedetei 20:27.) Ezen kívül az is a módszer előnye, hogy a súlyosabb témákat is könnyebben felvezethetővé teszi, mivel a gyülekezet tagjai a könyvről könyvre való haladás következtében nem érzik úgy, hogy ők lettek kipellengérezve. Azaz nem érzik azt, hogy a pásztor csak azért prédikál éppen arról, amiről, mert ezt a hibát látja a gyülekezetben. Más prédikátorokkal szemben, akik inkább "villámlásban és tűzben jönnek", igyekeznek összefüggő tanítást adni, ami idővel meghozza 'a szentek tökéletesbítését', ami az Egyházról vallott általános filozófiájuk része.
A Calvary Chapel véleménye szerint a legtöbb egyház "alá-fölérendelt, túlszervezett és strukturált" környezetben működik, miközben az emberek "független és mindennapi életstílust" akarnak. Ezért a Calvary úgy döntött, hogy gyülekezeteiben az atmoszféra hétköznapias és fesztelen legyen. E filozófia gyakorlati alkalmazásaként az emberek rendszerint hétköznapi öltözetben jelennek meg az istentiszteleteken.
A dicsőítés általában kortárs keresztény előadók zenéjét dolgozza fel, amely stílusában igencsak eltérhet a hagyományos egyházakban megszokott énekektől (bár több Calvary Chapel-ben énekelnek ilyen himnuszokat is. A dicsőítés stílusa általában helyi elemeket is tartalmaz, és az adott közösség összetételére jellemző.
A Calvary Chapel gyülekezeteknek nincs formálisan meghatározott tagsági rendszere. A gyülekezet tagjai azok, akik rendszeresen látogatják az istentiszteleteket, és részt vesznek a közösségi életben.

## Szolgálatok

### Bibliaiskola
A Calvary Chapel gyülekezeteknek egy központi Bibliaiskolájuk van Murrieta-ban, Kalifornia államban, ez a Calvary Chapel Bible College. Az iskolának szerte a világon legalább további 90 kihelyezett tagozata van. A kezdetben "rövid, intenzív képzőprogramot" 1975-ben alakították ki, de ez az eredeti kurzus mára már kétéves Bibliaiskolává nőtte ki magát. A képzés végbizonyítvánnyal zárul, amely a jelölt előzetes tanulmányaitól függően akár a főiskolai teológus végzettséggel is egyenértékű lehet, bár az iskola nincs akkreditálva.

### Rádió közvetítések
Számos Calvary Chapel gyülekezet működtet rádióállomásokat, melyek Bibliai tanításokat, illetve keresztény zenét sugároznak.
- A Calvary Chapel Costa Mesa a KWVE állomást Los Angeles-ben, Kaliforniában működteti. A program nagy része Bibliai tanításokból áll, de keresztény zenét is közvetítenek.[16]
- Az Idaho államban található Calvary Chapel Twin Falls a KAWZ állomást tartja fenn, amelynek műsorát műholdkapcsolaton keresztül 43 teljes kapacitású állomás és 344 jeltovábbító berendezés segítségével közvetítik szerte az országban. A rádióállomásokból álló hálózat a Calvary Satellite Network International – CSN International (Calvary Nemzetközi Műholdhálózat). Programjuk szintén főként bibliai tanításokból és keresztény zenéből áll. A teljes rádióhálózat szolgálatnak több peres ügye is van folyamatban, amelyekben mind a Costa Mesa, mind a Twin Falls gyülekezetek, illetve a közösségek vezetői érintettek. Amint ezen ügyek lezárulnak, a rádióállomások arculatát át fogják alakítani.[17] A Twin Falls Calvary Chapel Gyülekezet a KEFX állomást is működteti, Effect Radio néven (Hatás Rádió), mely keresztény rockzenét sugároz, kb. 50 állomáshellyel.[18]
- Calvary Chapel Albuquerque (Új Mexikóban) a KLYT állomást működteti, mely az M88 Rádió nevet viseli. Ez az állomás ugyancsak keresztény zenét játszik és 16 jeltovábbító berendezéssel sugározza adásait Új Mexikó egész területén.[19]
- Calvary Chapel Chico Kaliforniában a KQIP-LP 107.1 FM frekvencián a The Calvary Road (A Golgota Út) elnevezésű állomást üzemelteti. Az adón különböző Calvary Chapel gyülekezetek pásztorainak prédikációi hallgathatók, illetve szombati, vasárnapi és szerdai istentiszteleteket közvetít élőben.[20] A Calvary Chapel Chico adó az interneten keresztül élőben és felvételről is közvetít istentiszteleteket.

### Harvest Crusades (evangélizációk)
A Harvest Crusades a Harvest Christian Fellowship (Calvary Chapel taggyülekezet Riverside-ban, Kaliforniában) egy Billy Graham evangélizációs összejöveteleihez hasonló szolgálata, amelynek keretében nagy stadionokban keresztény zenekarok adnak koncertet, majd az evangélium üzente hangzik el, általában Greg Laurie tolmácsolásában. Becslések szerint a kezdetek, 1990 óta mintegy 3 millió ember vett részt ezeken az alkalmakon.

#### A CC működését segítő szervezetek
- Maranatha! Zene Maranatha! Music – egy keresztény zenei kiadó vállalat
- CSN, International – egy növekvő keresztény radió adó vállalat
- Remény a gyermekekért Hope for the Children International- segély szervezet a szegény, belvárosi gyerekekért
- Szó a máért The Word For Today – egy multi-média kiadó/rádio műsoraszóró vállalat
- Maranatha keresztény főiskola Maranatha Christian Academy
- Calvary Chapel középiskola Calvary High School
- Calvary Chapel Bibliaiskola Calvary Chapel Bible College
- Calvary Chapel a Szolgálat iskolája Calvary Chapel School of Ministry

## Kritika
Számos kritika érte a Calvary Chapel gyülekezeteket a kálvinizmus és az arminianizmus tételeivel kapcsolatos álláspontjuk miatt. A kritikusok azt állítják, hogy a szabad akarat tanítása nem bibliai és egyedül Istent döntésétől függ az, hogy egy ember megtér-e vagy sem.

### Hivatalos és kritikai oldalak
- Calvary Chapel – Official Site
- Church Locations
- Chuck Smith's audio library
- Sermon Podcasts
- Chuck Smith's book library
- Frequently Asked But Unanswered Questions
- Calvary Chapel Stream Guide
- Calvary Chapel Streams – radio & churches
- Calvary Chapel Attacks Against Other Denominations
- An Open Letter to Calvary Chapel of Ft. Lauderdale
- The Error of Synergism
- Follow-the-money

### Egyéb Calvary Chapel szervezetek
- The Word for Today – Official Site
- Maranatha! Music
- CSN International
- Calvary Costa Mesa Schools